# 잎개구리과
잎개구리과(라틴어: Phyllomedusidae)는 신열대구에서 발견되는 개구리들의 과다. 청개구리과에 딸린 아과로 보기도 한다.
하위 8속이 있다. 모식속은 잎개구리속이다.